# Длиннохохлый очковый сорокопут
Длиннохохлый очковый сорокопут (лат. Prionops plumatus) — вид воробьиных птиц из семейства ванговых (Vangidae). Выделяют 6 подвидов. Распространены в Африке южнее Сахары.

## Таксономия и этимология
Длиннохохлый очковый сорокопут впервые описан британским натуралистом Джорджем Шоу в 1809 году под биноменом Lanius plumatus. Д. Шоу, таким образом, отнёс данный вид к роду сорокопутов. Голотипом назначен образец из Сенегала. Французский орнитолог Луи Пьер Виейо поместил этот вид в описанный им род Prionops в 1816 году.
Международный союз орнитологов в настоящее время признает шесть подвидов длиннохохлого очкового сорокопута, причем один из них считается спорным. Подвиды различаются по форме и характеру хохолка, деталям окраски оперения и размерам. Точное отнесение особи к одному из подвидов часто затруднительно в полевых условиях, поскольку ареалы некоторых подвидов пересекаются, а промежуточные формы, соответственно, многочисленны.
Видовое название происходит от лат. pluma — «пух, маленькое мягкое перышко».

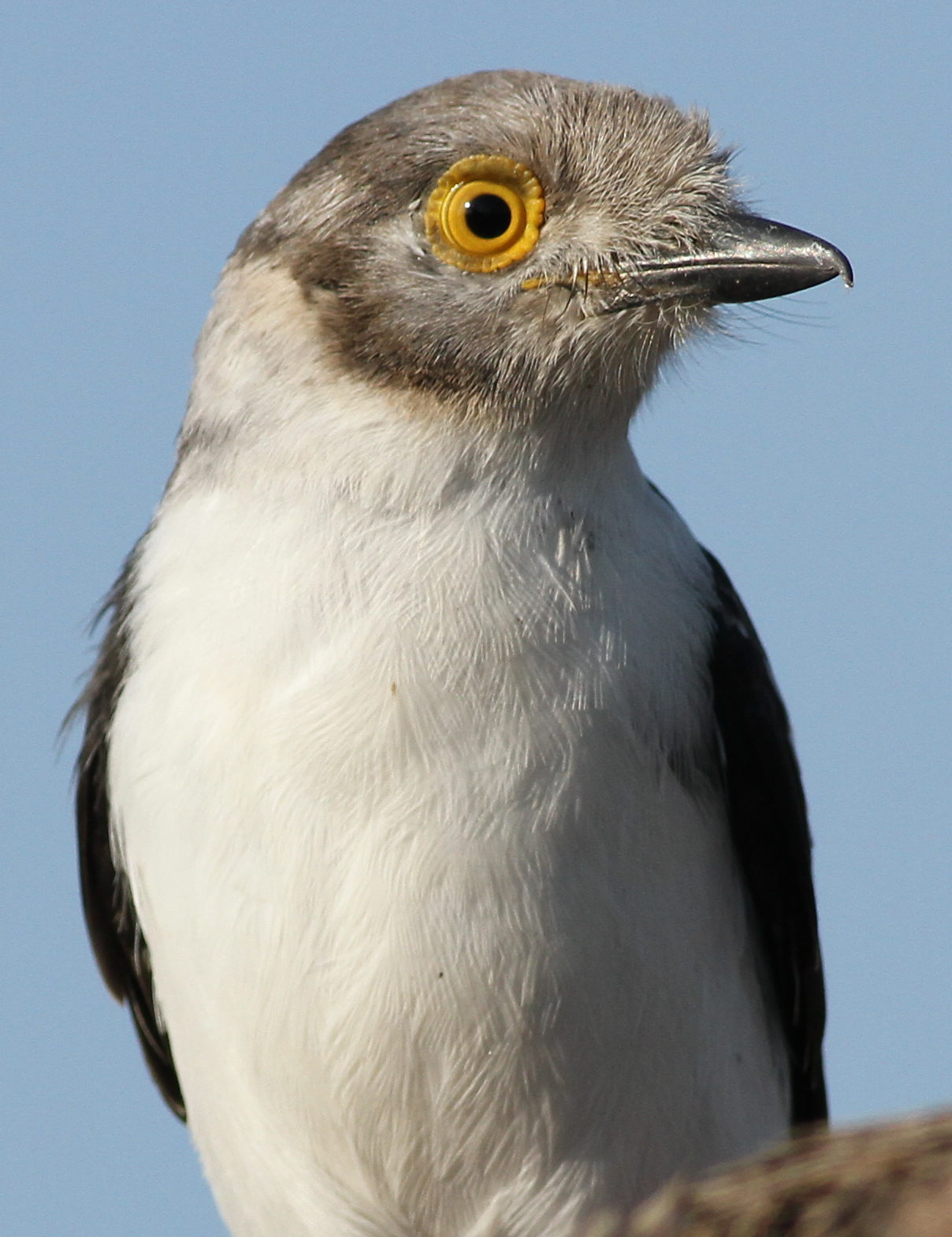
Подвид P. p. poliocephalus в национальном парке Мапунгубве, ЮАР

### Подвиды и распространение
Выделяют 6 подвидов:
- Prionops plumatus plumatus (Shaw, 1809) — номинативный подвид. Распространён от Сенегала до севера Камеруна
- Prionops plumatus concinnatus Sundevall, 1850 — от центра Камеруна до северо-запада Эфиопии и Уганды
- Prionops plumatus cristatus Rüppell, 1836 — от Эритреи и севера Эфиопии до юго-востока Судана и северо-запада Кении
- Prionops plumatus vinaceigularis Richmond, 1897 — от востока Эфиопии и Сомали до востока Кении и северо-востока Танзании
- Prionops plumatus poliocephalus (Stanley, 1814) — от востока Танзании, Малави, юга и востока Замбии и Мозамбика до востока Южной Африки
- Prionops plumatus talacoma Smith, 1836 — от центра и юга Кении, Уганды до Анголы, севера Намибии, севера и востока Ботсваны, Зимбабве и северо-востока Южной Африки

Предполагаемыми подвидами являются P. p. adamauae (северная часть Камеруна), включён в P. p. cincinnatus; P. p. melanopterus (южная часть Эфиопии), включён в P. p. vinaceigularis; и P. p. angolicus (северная Ангола), включён в P. p. talacoma. 

## Описание
Длиннохохлый очковый сорокопут достигает длины 19—25 см и массы от 25 до 49 г. Половой диморфизм не выражен. У взрослых особей номинативного подвида на середине макушки есть обширный удлиненный (до 45 мм) гребень из серовато-белых перьев, а также более короткий (около 10 мм) гребень из беловатых остроконечных перьев, идущий от передней части макушки до уздечки; задняя часть макушки серая. Щёки и кроющие перья ушей белого цвета, окаймлённые черноватым полумесяцем. Шея и нижняя часть тела беловатые, бока с черноватыми пятнами (в покое часто скрыты крыльями). Верхняя часть тела чёрная, с зеленоватым блеском. Маховые перья чёрные, первостепенные маховые с широкой белой центральной полосой (заметной в полёте), внешние пять второстепенных маховых с узким белым кончиком, внутренние — с широким белым кончиком и белым внешним краем. Внешние третьестепенные маховые перья с широким белым кончиком и внешним краем, средние третьестепенные маховые с узким белым внешним краем. Внутренние большие и средние верхние кроющие крыла белые (видны в виде явной полосы на сложенном крыле). Наружные рулевые перья полностью белые, внутренние рулевые перья глянцево-чёрные с белыми кончиками, ширина белых участком уменьшается по направлению к двум центральным рулевым перьям, которые полностью чёрные. Нижние кроющие перья крыльев чёрные. Радужная оболочка тёмно-зеленовато-серая с жёлтым наружным кольцом, широкое окологлазное кольцо оранжево-жёлтое с зубчатой бахромой. Клюв черноватый; ноги от розовато-оранжевого до красного цвета.
У молодых особей более короткий хохолок на середине макушки, нет тёмного полумесяца позади лица, оперение более коричневое, с желтоватыми кончиками перьев на верхней части тела, глаза карие, без орбитального кольца, ноги и ступни более жёлтые; взрослая окраска оперения приобретается примерно в возрасте 12 месяцев. 

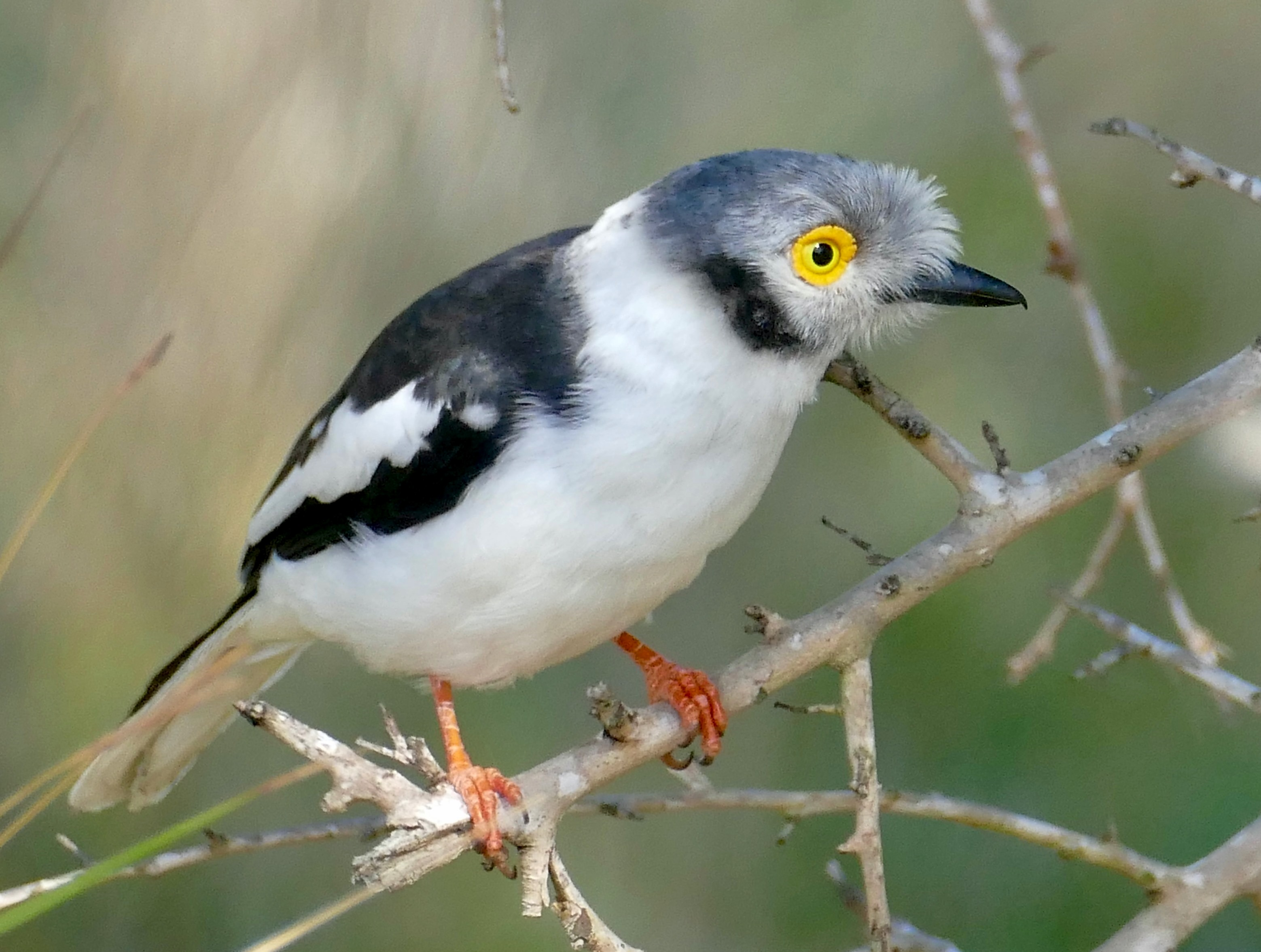
Подвид P. p. talacoma в Национальном парке Крюгера (ЮАР)

Радужная оболочка у взрослых особей других подвидов ярко-жёлтая. У подвида P. p. concinnatus более короткий, загибающийся вперед гребень в середине темени (около 25 мм) и более узкая белая полоса на крыльях, чем у номинанта. У подвида P. p.cristatus также короткий, загибающийся вперед гребень в середине темени, отсутствуют белые участки на второстепенных, третьестепенных маховых перьях и верхних кроющих перья крыльев, центральные перья хвоста с белыми кончиками. У P. p. vinaceigularis отсутствует белая полоса на крыльях, гребень в середине макушки ещё короче (около 15 мм) и не отличается по размеру от переднего гребня. У подвида P. p. poliocephalus хохолок почти полностью отсутствует, белая полоса над крыльях такая же широкая, как у номинанта, почти вся голова сероватого цвета и по сравнению с номинантом более тёмный полумесяц позади глаза, хвост более белый.

## Места обитания
Длиннохохлый очковый сорокопут широко распространён в Африке южнее Сахары. Гнездится главным образом в саваннах с широколиственными лесами. Вне сезона размножения перемещается в другие места обитания, такие как саванна с зарослями акации, другие редколесья, прибрежные леса, опушки лесов, луга с редкими деревьями и кустарниками, плантации масличной пальмы (Elaeis guineensis), эвкалипта (Eucalyptus) и сосны (Pinus); также посещает сады и даже городские районы. Встречается на высоте до 2200 метров над уровнем моря, обычно ниже 1500 м и редко выше 1800 м.
В основном ведёт оседлый образ жизни, но характерны широкие сезонные кочёвки за пределы гнездового ареала, а также регулярные миграции, например, сезонные перемещения с севера на юг в Гане, и регулярную миграцию в сухой сезон (подвид P. p. poliocephalus) между кенийскими районами, где не происходит размножения, и районами гнездования в Танзании. В высокогорных районах, по-видимому, перемещается по высоте, спускаясь в низменные районы вне сезона размножения. На юге ареала, по-видимому, преимущественно кочует в сухой сезон, перемещаясь в лесистые районы, непригодные для размножения, и даже в городские места обитания, например, в город Булавайо (Зимбабве). Также отмечены крупномасштабные кочёвки, связанные с периодами сильной засухи, например, в Южной Африке в 1953, 1970, 1979 и 1992 годах большое количество птиц перемещалось в места обитания, которые в противном случае были бы неподходящими, например, на высокогорные луга.

## Питание

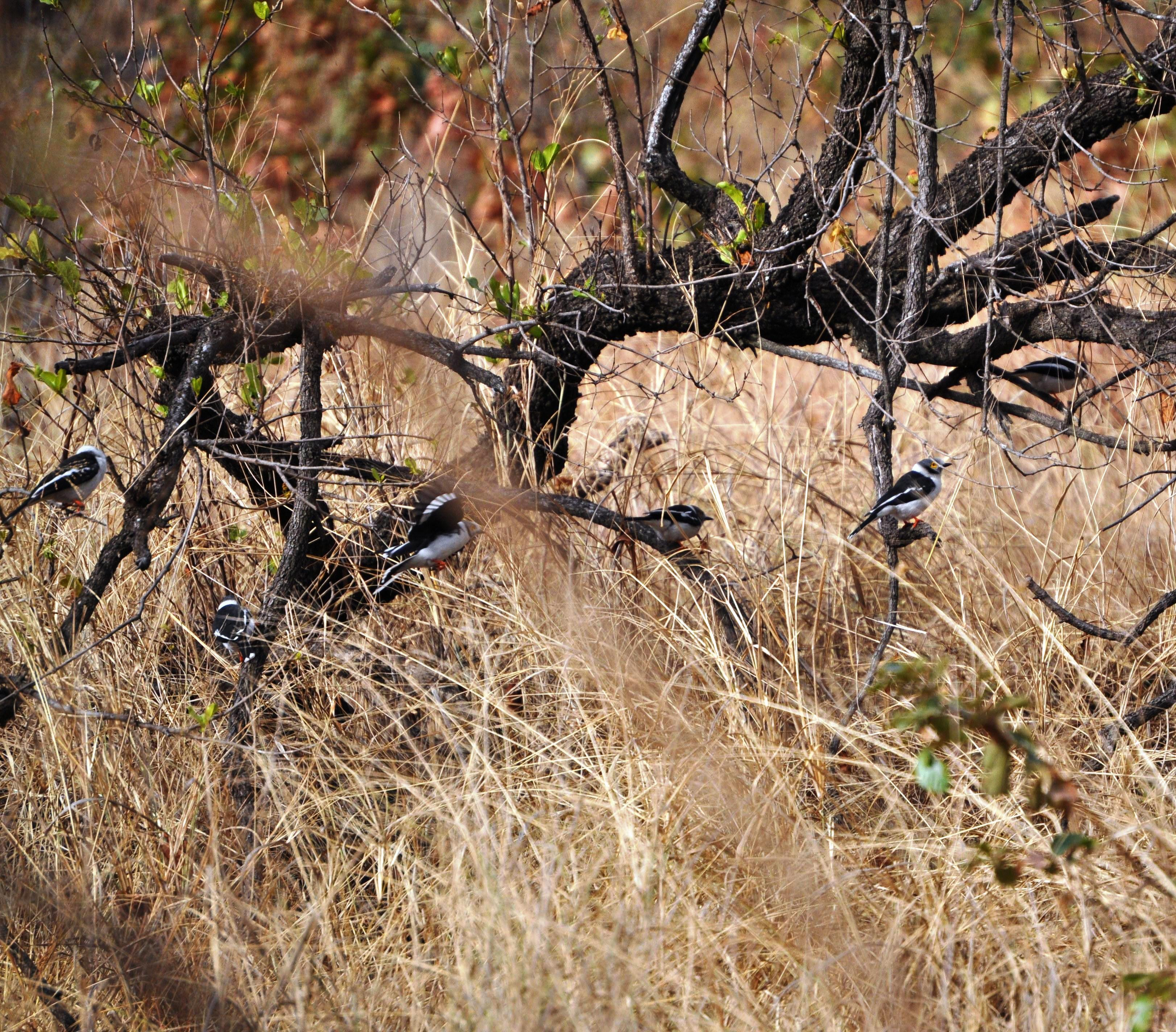
Группа кормящихся длиннохохлых очковых сорокопутов в Национальном парке Крюгера

Длиннохохлый очковый сорокопут охотится в основном в средних и нижних ярусах растительности, среди листьев, ветвей и сучьев, а также на земле. Летом охотится преимущественно на деревьях, зимой больше на земле. Иногда во время поиска пищи повисает вниз головой, как синицевые (Paridae), а также ловит летающих насекомых в воздухе, как мухоловковые (Muscicapidae). Поиск пищи всегда происходит в группе, состоящей из 2—22 особей, на охраняемой кормовой территории. При этом птицы в группе регулярно меняют своё местоположение, перелетая из хвоста группы вперёд; некоторые особи выступают в роли часовых, и, при необходимости, предупреждают об угрозах, в то время как остальная часть группы занята кормлением. Размер кормовой территории увеличивается в период после размножения. Вне сезона размножения часто присоединяется к смешанным группам кормящихся птиц, в состав которых входят трёхцветный очковый сорокопут (Prionops retzii), и гораздо реже, Prionops scopifrons, P. caniceps и P. poliolophus, а также другие виды птиц, например, иволговые (Oriolidae), дронго (Dicrurus), синицы и брубру (Nilaus afer). В состав рациона входят преимущественно мелкие беспозвоночные, а также мелкие рептилии и фрукты. Среди беспозвоночных по количеству гусеницы составляют 46 % от общего рациона, чешуекрылые (Lepidoptera) — 19%, настоящие саранчовые (Acrididae) — 7%, термиты (Isoptera) — 7%, богомолы (Mantidae) — 5%; муравьи (Formicidae), жуки (Coleoptera), губоногие (Chilopoda), певчие цикады (Cicadidae), двукрылые (Diptera) и пауки (Araneae); мелкие рептилии, в основном гекконы (Gekkonidae), составляют лишь 1 % от зарегистрированной добычи. 

## Размножение
Длиннохохлые очковые сорокопуты откладывают яйца практически в течение всего года: в Западной Африке с марта по ноябрь (в основном с марта по июль и с октября по ноябрь); в Северной Африке в основном с февраля по июнь; в Восточной Африке с февраля по ноябрь (в основном с февраля по март и с октября по ноябрь) и в центральной и южной частях ареала в основном с августа по апрель (пик приходится на сентябрь -ноябрь). Часто за год бывает два выводка. Моногамные отношения в паре могут длиться 2—3 года. Для вида характерно кооперативное размножение, когда во всех этапах размножения участвуют кроме родительской пары несколько помощников. Наблюдается внутригрупповая иерархия (в порядке убывания доминирования): гнездящаяся самка, гнездящийся самец, другие взрослые самки (обычно родные сестры доминантной самки), другие взрослые самцы (обычно родные братья доминантного самца), неполовозрелые и молодые особи. Гнездовая группа стабильна на срок до десяти лет, доминирующая гнездящаяся птица заменяется в случае гибели следующей по рангу самкой. Новая группа создается, когда до четырех сестер из одной группы присоединяются к четырем братьям из другой группы. Гнездятся одиночно, расстояние между гнездами обычно составляет не менее 50 м, а обычно намного больше. Во время размножения все члены группы участвуют в защите территории. Размер гнездовой территории в Зимбабве варьировал от одного до 12 га (в среднем составлял 5 га). Ухаживание характеризуется раскрытием крыльев и медленными взмахиваниями, а самец с гнездовым материалом в клюве приближается к самке. Гнездящаяся пара выбирает место для гнезда и выполняет большую часть строительных работ, но при содействии других членов группы; строительство гнезда занимает не менее четырех дней. Гнездо представляет собой аккуратную, компактную чашечку из полосок коры, переплетенных паутиной (паутина, по-видимому, переносится в клюве и на перьях переднего гребня). Лоток выстилается корой, корешками, травой и лишайником. Внешний диаметр гнезда составляет 8,1—9 см, высота —  3,5—6,5 см, внутренний диаметр — 6,3—7,1 см, глубина — 2,4—2,8 см. Гнездо размещается на высоте 2—10 м (в основном 3—6 м) над землей на горизонтальной ветке дерева или в вертикальной развилке, часто на дереве с сероватой корой или корой, покрытой лишайниками, иногда на эвкалиптовой плантации. Одно и то же дерево, даже на одном и том же участке, может использоваться в последующие годы. В кладке 2—5 яиц, иногда две самки откладывают яйца в одно гнездо (тогда в гнезде может быть до 9 яиц). Яйца откладываются с ежедневными интервалами. В случае потери кладки, в Зимбабве, например, проходит в среднем 11 дней между неудачным гнездованием и новой попыткой. Насиживают кладку все члены группы, родительская пара проводит около 35 % времени на яйцах в дневное время. Инкубационный период составляет 16—21 день, обычно 17 дней. Кормят и ухаживают за птенцами все члены группы. Птенцы оперяются через 17—22 дня, обычно через 20 дней. После вылета из гнезда птенцов подкармливают все члены группы в течение 16—25 дней. В возрасте 10 недель молодые особи способны самостоятельно добывать пищу; в возрасте примерно 5 месяцев молодые особи разбиваются на группы и объединяются в однополые стаи с другими особями или остаются в родительской группе в качестве помощников.
Зарегистрировано несколько случаев гнездового паразитизма со стороны толстоклювой (Pachycoccyx audeberti), красногрудой (Cuculus solitarius) и черной кукушек (Cuculus clamosus). В Зимбабве в среднем из 25% отложенных яиц выводятся птенцы, в среднем 60% птенцов выживают в первый год жизни. Основной причиной гибели является хищничество со стороны млекопитающих, рептилий и других птиц, таких как орёл-скоморох (Terathopius ecaudatus), пятнистый орёл-карлик (Hieraaetus ayresii), африканский лунёвый ястреб (Polyboroides typus), певчий ястреб-габар (Micronisus gabar) и сокол-сапсан (Falco peregrinus); некоторые птенцы умирают от голода. 
Длиннохохлые очковые сорокопуты начинают размножаться в возрасте двух лет, но до возраста пяти лет размножаются менее 50 % взрослых особей. В Зимбабве годовая выживаемость взрослых особей составляет 76—87%.